# Fructele mâniei (film)
Fructele mâniei (în engleză The Grapes of Wrath) este un film dramatic american din 1940 regizat de John Ford. Filmul are la bază romanul lui John Steinbeck publicat în 1939 sub același nume și câștigător al premiului Pulitzer. Scenariul a fost redactat de Nunnally Johnson,⁠(d) iar producătorul executiv a fost Darryl F. Zanuck.
Filmat de Gregg Toland⁠(d), pelicula prezintă povestea familiei Joad din Oklahoma care, după ce și-a pierdut ferma în timpul marii crize economice din anii 1930, pleacă spre California în căutarea unei vieți mai bune.  
Filmul este considerat drept unul dintre cele mai bune filme din toate timpurile. În 1989, a fost unul dintre primele 25 de filme selectate de Biblioteca Congresului pentru a fi păstrate în Registrul Național al Filmelor din Statele Unite deoarece sunt „semnificative din punct de vedere cultural, istoric sau estetic”.

## Intriga
În scena de deschidere a filmului apare Tom Joad care, recent eliberat din închisoare, face autostopul în încercarea de a ajunge la ferma familiei sale din  Oklahoma. Tom găsește un preot ambulant⁠(d) pe nume Jim Casy așezat sub un copac lângă marginea drumului. Tom își amintește că el este preotul care l-a botezat, însă acesta „și-a pierdut spiritul” și credința. Cei doi merg pe proprietatea pustie a lui Joad unde îl întâlnesc pe Muley Graves care încearcă să se ascundă. Acesta descrie cum toți fermierii din zonă au fost alungați de către deținătorii terenurilor, iar casele lor au fost distruse cu tractoare Caterpillar. La scurtă vreme după această conversație, Tom se reîntâlnește cu familia sa la casa unchiului său. Aceștia au în plan să părăsească Oklahoma alături de alte familii evacuate și să migreze spre California, considerată pământul făgăduinței. A doua zi, familia își încarcă bunurile într-un Hudson „Super Six”⁠(d) vechi pe care l-au modificat astfel încât să poată fi utilizat pe post de camion. Casy decide să-i însoțească.
Călătoria pe autostrada 66 este dificilă și familia resimte din plin impactul acesteia. La un moment dat, bunicul moare. Tom scrie pe o pagina ruptă din Biblia familiei circumstanțele morții și o așază pe corpul bătrânului înainte să fie îngropat astfel încât dacă rămășițele sale sunt descoperite, moartea sa să nu fie considerată o crimă. Parchează într-o tabără și întâlnesc un imigrant din California care privește cu amuzament optimismul lui Pa despre situația din California. Aceste vorbește cu amărăciune despre experiențele sale din vest. Bunica moarte când familia ajunge în California, iar fiul Noah și ginerele Connie decid să părăsească familia.
Familia ajunge în prima tabără de muncitori imigranți și descoperă că aceasta este suprapopulată de înfometați, șomeri și călători disperați. Camionul lor își face încet drum printre barăci și înfometații taberei. În acel moment, Tom spune: „Cu siguranță, nu arată prea prosper”.
După câteva probleme cauzate de un agitator, familia Joad părăsește în grabă zona. Aceștia se îndreaptă spre o altă tabără de imigranți, ferma Keene. După ce lucrează o bucată de pământ, descoperă că prețul alimentelor⁠(d) din magazinul companiei este foarte mare. De asemenea, magazinul este singurul din zonă. Mai târziu, află că un grup de muncitori este în grevă, iar Tom dorește să afle din ce cauză. Acesta participă la o întâlnire secretă în pădure. Când întâlnirea este descoperită, Casy este ucis de unul dintre gardienii taberei. În încercarea de a-l proteja pe Casey, Tom îl ucide din greșeală pe gardian.
În timpul luptelor, Tom suferă o rană gravă pe obraz, iar gardienii taberei realizează că va fi ușor de identificat. Familia îl ascunde sub saltelele mașinii exact când gardienii vin să-l interogheze. Aceștia nu-l descoperă pe Tom, iar familia părăsește ferma Keene. După o perioadă pe drumuri, sunt nevoiți să oprească pe culmea unui deal când motorul se supraîncălzește din cauza unei curele de ventilator rupte. Având puțin combustibil, decid să coboare dealul după ce observă câteva lumini în vale. Aceștia descoperă un alt tip de tabără: tabăra Weedpatch⁠(d) a fermierilor administrată de Departamentul de Agricultură al Statelor Unite⁠(d), echipată cu dușuri și toalete în interior.
Influențat de întâmplările petrecute în diferite tabere, Tom decide să contribuie la schimbare. Mărturisește familiei sale că intenționează să ducă mai departe misiunea lui Casy și să militeze pentru reforme sociale.

## Distribuție
- Henry Fonda - Tom Joad
- Jane Darwell - Ma Joad
- John Carradine - Jim Casy
- Charley Grapewin - William James „bunicul” Joad
- Dorris Bowdon⁠(d) - Rose of Sharon „Rosasharn” Joad
- Russell Simpson - Pa Joad
- O. Z. Whitehead - Al Joad
- John Qualen - Muley Graves
- Eddie Quillan⁠(d) - Connie Rivers
- Zeffie Tilbury⁠(d) - Grandma Joad
- Frank Sully⁠(d) - Noah Joad
- Frank Darien⁠(d) - unchiul John
- Darryl Hickman⁠(d) - Winfield Joad
- Shirley Mills⁠(d) - Ruth „Ruthie” Joad
- Roger Imhof⁠(d) - domnul Thomas
- Grant Mitchell⁠(d) - îngrijitorul
- Charles D. Brown⁠(d) - Wilkie
- John Arledge⁠(d) - Davis
- Ward Bond - polițistul
- Harry Tyler - Bert
- William Pawley - Bill
- Charles Tannen - Joe
- Selmer Jackson - ofițerul
- Charles Middleton - liderul
- Eddie Waller - proprietarul
- Paul Guilfoyle - Floyd
- David Hughes - Frank
- Cliff Clark - orășeanul
- Joseph Sawyer - Keene Ranch Foreman
- Frank Faylen - Tim
- Adrian Morris - agentul
- Hollis Jewell - fiul lui Muley
- Robert Homans - Spencer
- Irving Bacon - șoferul
- Kitty McHugh - Mae